# Egretta picata
Egretta picata este un stârc din genul Egretta  întâlnit în zonele de coastă și subcoastă din nordul Australiei musonice, precum și în unele părți din Noua Guinee.

## Taxonomie
Specia a fost descrisă inițial de ornitologul John Gould în 1845. Taxonomiștii recenți plasează această specie în genul Egretta. Nu există subspecii recunoscute.